# Orbányosfa, Zala
Orbányosfa  este un sat în districtul Zalaegerszeg, județul Zala, Ungaria, având o populație de 122 de locuitori (2011). 

## Demografie
Componența etnică a satului Orbányosfa
     Maghiari (100%)
Componența confesională a satului Orbányosfa
     Romano-catolici (81,15%)
     Fără religie (4,92%)
     Reformați (2,46%)
     Necunoscută (11,48%)
Conform recensământului din 2011, satul Orbányosfa avea 122 de locuitori. Din punct de vedere etnic, majoritatea locuitorilor (100,0%) erau maghiari.  Din punct de vedere confesional, majoritatea locuitorilor (81,15%) erau romano-catolici, existând și minorități de persoane fără religie (4,92%) și reformați (2,46%). Pentru 11,48% din locuitori nu este cunoscută apartenența confesională.